# Liste der Biografien/Mara
Liste der Biografien |
Portal Biografien |
Personensuche
# |
A |
B |
C |
D |
E |
F |
G |
H |
I |
J |
K |
L |
M |
N |
O |
P |
Q |
R |
S |
T |
U |
V |
W |
X |
Y |
Z |
?
 
Ma |
Mb |
Mc |
Md |
Me |
Mf |
Mg |
Mh |
Mi |
Mj |
Mk |
Ml |
Mm |
Mn |
Mo |
Mp |
Mq |
Mr |
Ms |
Mt |
Mu |
Mv |
Mw |
Mx |
My |
Mz
 
Maa |
Mab |
Mac |
Mad |
Mae |
Maf |
Mag |
Mah |
Mai |
Maj |
Mak |
Mal |
Mam |
Man |
Mao |
Map |
Maq |
Mar |
Mas |
Mat |
Mau |
Mav |
Maw |
Max |
May |
Maz
 
Mara |
Marb |
Marc |
Mard |
Mare |
Marf |
Marg |
Marh |
Mari |
Marj |
Mark |
Marl |
Marm |
Marn |
Maro |
Marp |
Marq |
Marr |
Mars |
Mart |
Maru |
Marv |
Marw |
Marx |
Mary |
Marz
Die Liste der Biografien führt alle Personen auf, die in der deutschsprachigen Wikipedia einen Artikel haben. Dieses ist eine Teilliste mit 228 Einträgen von Personen, deren Namen mit den Buchstaben „Mara“ beginnt.

## Mara
- Mara Bar Serapion, syrischer Stoiker und Schriftsteller
- Mara, Aday (* 2005), spanischer Basketballspieler
- Mara, Adele (1923–2010), US-amerikanische Schauspielerin
- Mara, Antonio, italienischer Maler
- Mara, Bogdan (* 1977), rumänischer Fußballspieler
- Mara, Celia (* 1961), österreichisch-brasilianische Singer-Songwriterin
- Mara, Elisabeth (1749–1833), deutsche Opernsängerin (Sopran)
- Mara, George (1921–2006), kanadischer Eishockeyspieler
- Mara, Hubert (* 1975), österreichischer Informatiker mit der Spezialisierung und Archäoinformatik
- Mara, John (* 1954), US-amerikanischer Unternehmer und Besitzer des NFL-Teams New York Giants
- Mara, Kamisese (1920–2004), fidschianischer Politiker, Präsident Fidschis (1993–2000)
- Mara, Kate (* 1983), US-amerikanische SchauspielerinKate Mara (* 1983)

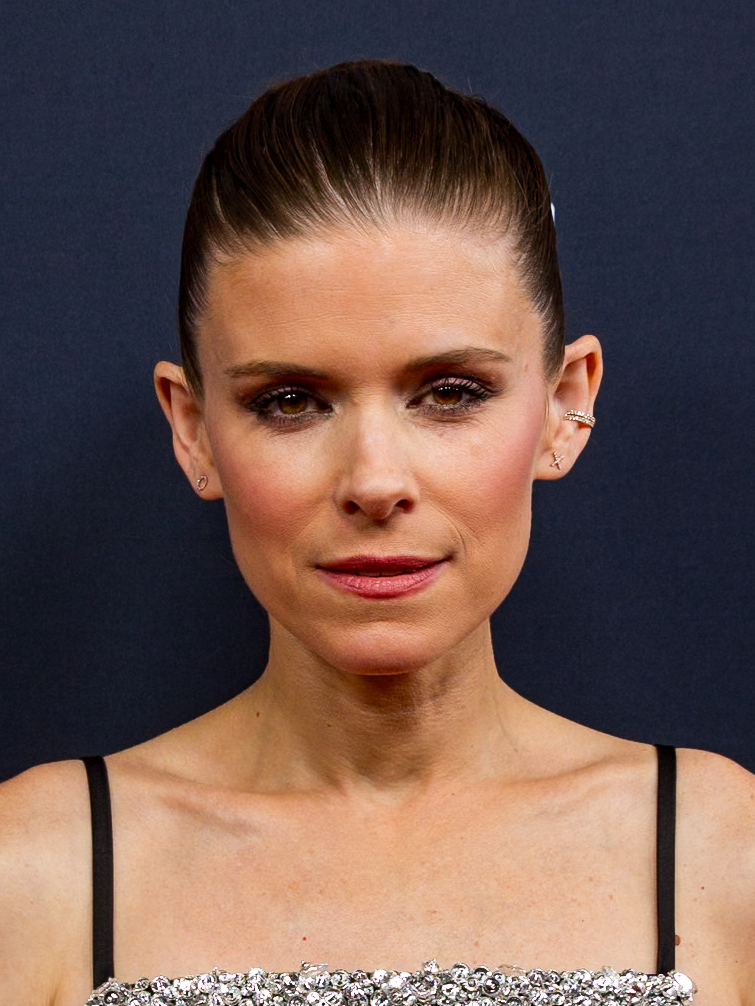
Kate Mara (* 1983)

- Mara, Lya (1893–1969), deutsche Stummfilmschauspielerin lettisch-polnischer Herkunft
- Mara, Mamoudou (* 1990), guineischer Fußballspieler
- Mara, Martina (* 1981), österreichische Medienpsychologin
- Mara, Mary (1960–2022), US-amerikanische Schauspielerin
- Mara, Michele (1903–1986), italienischer Radrennfahrer
- Mara, Mohamed (* 1996), französisch-guineischer Fußballspieler
- Mara, Moussa (* 1975), malischer Politiker
- Mara, Paul (* 1979), US-amerikanischer Eishockeyspieler und -trainer
- Mara, Rooney (* 1985), US-amerikanische SchauspielerinRooney Mara (* 1985)

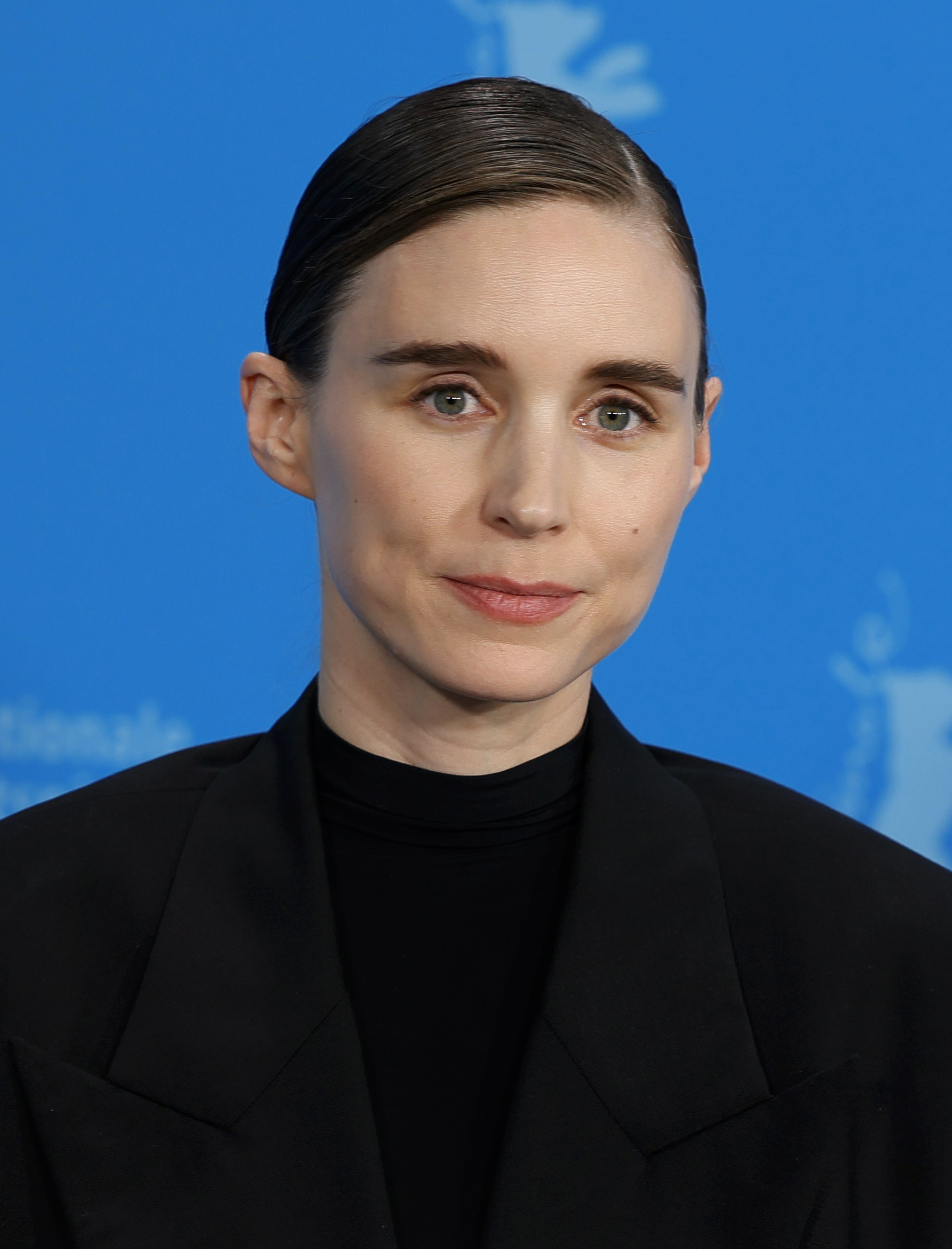
Rooney Mara (* 1985)

- Mara, Sékou (* 2002), französisch-senegalesischer Fußballspieler
- Mara, Tim (1887–1959), US-amerikanischer Funktionär im American Football
- Mara, Ulrike (* 1946), österreichische Autorin
- Mara, Vaiere (1936–2005), französisch-polynesischer Bildhauer
- Mara, Wellington (1916–2005), US-amerikanischer Footballfunktionär, Miteigentümer der New York Giants

### Marab
- Marabelli, Costante (* 1953), italienischer katholischer Philosoph
- Marabitti, Ignazio (1719–1797), italienischer Bildhauer
- Marable, Fate (1890–1947), amerikanischer Jazz-Band-Leader und Pianist
- Marable, John Hartwell (1786–1844), US-amerikanischer Politiker
- Marable, Larance (1929–2012), US-amerikanischer Jazz-Schlagzeuger
- Marable, Manning (1950–2011), US-amerikanischer Historiker und Autor

### Marac
- Marach, Oliver (* 1980), österreichischer Tennisspieler
- Mărăcineanu, Roxana (* 1975), französische Schwimmerin und Politikerin, Sportministerin
- Mărăcineanu, Ștefania (1882–1944), rumänische Physikerin
- Maráčková, Katarína (* 1990), slowakische Tennisspielerin
- Maracle, Norm (* 1974), kanadischer Eishockeytorhüter
- Maracskó, Tibor (* 1948), ungarischer Pentathlet

### Marad
- Maradan, Jean-Pierre (* 1954), Schweizer Fussballspieler
- Maradan, Olivier (1899–1975), Schweizer Geistlicher und Kapuziner
- Maradei Donato, Constantino (1915–1992), venezolanischer römisch-katholischer Geistlicher, Bischof von Barcelona
- Maradin, Ivan, slowenischer Bogenbiathlet
- Maradischwili, Konstantin Kobowitsch (* 2000), russischer Fußballspieler
- Maradona, Dalma (* 1987), argentinische Schauspielerin
- Maradona, Diego (1960–2020), argentinischer Fußballspieler und -trainerDiego Maradona (1960–2020)

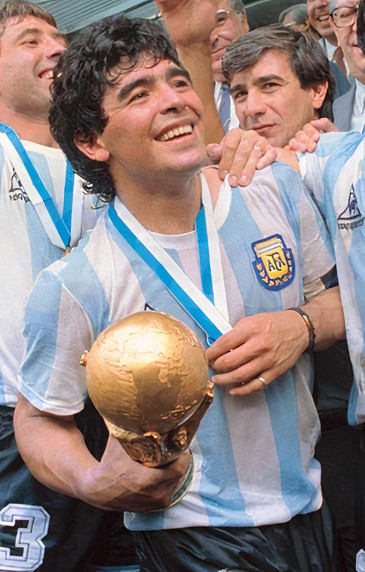
Diego Maradona (1960–2020)

- Maradona, Hugo (1969–2021), argentinischer Fußballspieler und -trainerHugo Maradona (1969–2021)

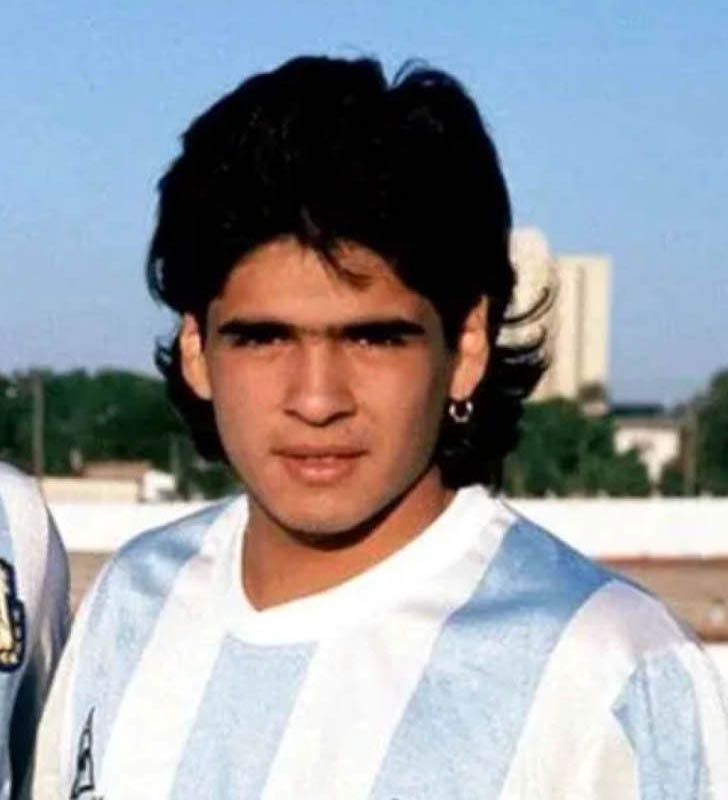
Hugo Maradona (1969–2021)

- Maradschil († 786), Sklavin und Konkubine des Abbasiden-Kalifen Harun al-Raschid und Mutter des Abbasiden-Kalifen al-Ma'mun

### Maraf
- Marafante, Roberto (* 1954), italienischer Theaterregisseur und Dramatiker
- Marafee, Abdullah (* 1992), katarischer Fußballspieler
- Marafioti, Oksana (* 1974), US-amerikanische Autorin und Hochschullehrerin
- Marafona, Carlos (* 1987), portugiesischer Fußballtorhüter

### Marag
- Maragall i Mira, Ernest (* 1943), spanischer Politiker, MdEP
- Maragall i Noble, Ernest (1903–1991), katalanischer Bildhauer
- Maragall, Elisabeth (* 1970), spanische Hockeyspielerin
- Maragall, Joan (1860–1911), katalanischer Dichter, Essayist und Journalist
- Maragall, Pasqual (* 1941), katalanischer Politiker, Regierungschef Kataloniens (2003–2006), Bürgermeister Barcelonas (1982–1997)
- Maraggia, Martin († 2023), Schweizer Manager und Sportfunktionär
- Maraghei, Mohammad Sa'ed (1883–1973), iranischer Politiker und Premierminister des Iran
- Maraghi, Abd al-Qadir († 1435), persischer Musiker und Musiktheoretiker
- Maraghi, Carl, kanadischer Jazzmusiker (Baritonsaxophon, Bassklarinette)
- Marāghī, Muhammad Mustafā al- (1881–1945), islamischer Reformer
- Maragioglio, Vito (1915–1976), italienischer Ägyptologe
- Maragliano i Navone, Mario (1864–1944), Mosaizist des katalanischen Modernisme
- Maragno, Virtú (1928–2004), argentinischer Komponist
- Maragues, Josep (* 1963), andorranischer Fußballspieler

### Marah
- Maraheel, Majed Abu (1963–2024), palästinensischer Langstreckenläufer und Trainer
- Marahiel, Mohamed A. (* 1949), deutscher Biochemiker mit dem Forschungsschwerpunkt Biosynthese von nicht-ribosomalen Peptidantibiotika
- Marahrens, August (1875–1950), Bischof der Evangelisch-lutherischen Landeskirche Hannovers
- Marahrens, Michael (* 1956), deutscher politischer Beamter (Bündnis 90/Die Grünen)
- Marahrens-Hashagen, Janina (* 1956), deutsche Unternehmerin und Präses der Handelskammer Bremen

### Marai
- Marai, Michael (1948–2021), papua-neuguineischer Geistlicher, römisch-katholischer Bischof von Goroka
- Márai, Sándor (1900–1989), ungarischer SchriftstellerSándor Márai (1900–1989)

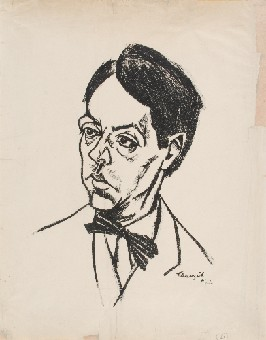
Sándor Márai (1900–1989)

- Maraimbekow, Arslan (* 1994), kirgisischer Eishockeytorwart
- Marainen, Simon Issát (* 1980), schwedisch-samischer Autor und Joiker
- Marainen, Thomas (* 1945), schwedisch-samischer Autor und Kunsthandwerker
- Maraini Sommaruga, Carolina (1869–1959), Schweizer Mäzenin
- Maraini, Dacia (* 1936), italienische Schriftstellerin
- Maraini, Fosco (1912–2004), italienischer Anthropologe, Ethnologe, Schriftsteller und Fotograf
- Maraini, Otto (1863–1944), Schweizer Architekt
- Maraini-Pandiani, Adelaide (1836–1917), italienisch-schweizerische Bildhauerin
- Maraire, Chiwoniso (1976–2013), simbabwische Musikerin und Songwriterin
- Maraire, Dumisani (1943–1999), simbabwischer Musiker, Komponist und Hochschullehrer
- Marais, Andre (* 1981), südafrikanischer Eishockeyspieler
- Marais, Dominique (* 1955), französischer Fußballspieler
- Marais, Eugène (1871–1936), südafrikanischer Biologe, Autor, Jurist und Journalist
- Marais, Gérard (* 1945), französischer Jazzmusiker
- Marais, Jean (1913–1998), französischer Schauspieler und BildhauerJean Marais (1913–1998)

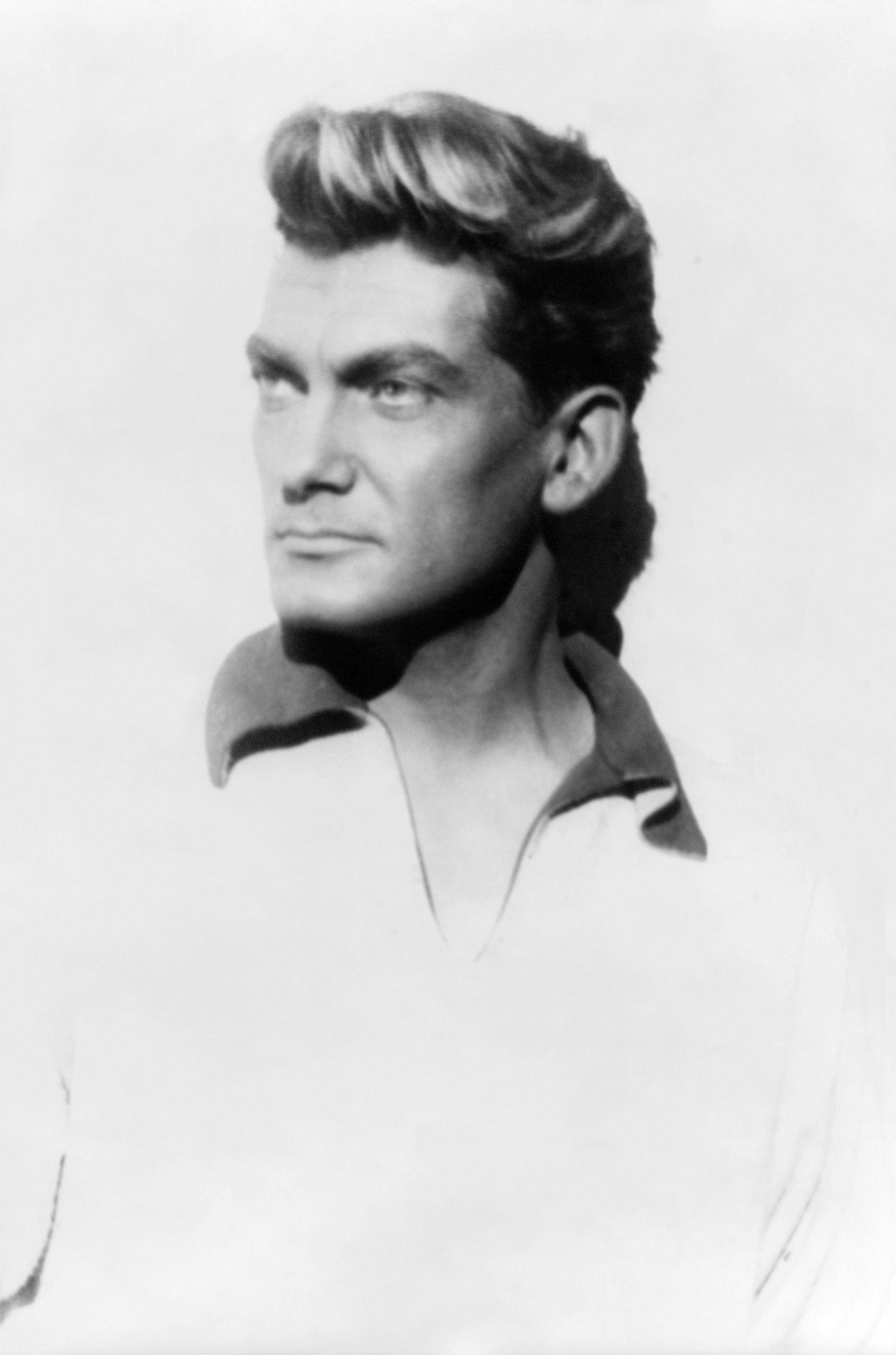
Jean Marais (1913–1998)

- Marais, Jessica (* 1985), australische Schauspielerin
- Marais, Marin (1656–1728), französischer Gambist und Komponist
- Marais, Pia (* 1971), deutsche Filmregisseurin und Drehbuchautorin
- Marais, Roland, französischer Gambist und Komponist
- Maraite, Joseph (1949–2021), belgischer Politiker

### Maraj
- Marajo, José (* 1954), französischer Leichtathlet

### Marak
- Marak, Adolf Lu Hitler, indischer Politiker der Nationalist Congress Party
- Marak, Andrew (* 1950), indischer Geistlicher, Bischof von Tura
- Mařák, Jan (1870–1932), tschechisch-ungarischer Violinist und Pädagoge
- Mařák, Julius (1832–1899), tschechisch-böhmischer Landschaftsmaler zwischen Romantik und Realismus
- Märak, Maxida (* 1988), schwedisch-samische Sängerin, Rapperin und Joikerin
- Marak, Salseng C. (1941–2024), indischer Politiker
- Marakis, Sérgio (* 1991), portugiesischer Fußballspieler
- Maraković, Krešimir (* 1980), kroatischer Handballspieler
- Marakuza, Grigori Stepanowitsch (* 1942), transnistrischer Politiker

### Maral
- Maral, Adnan (* 1968), deutsch-türkischer SchauspielerAdnan Maral (* 1968)

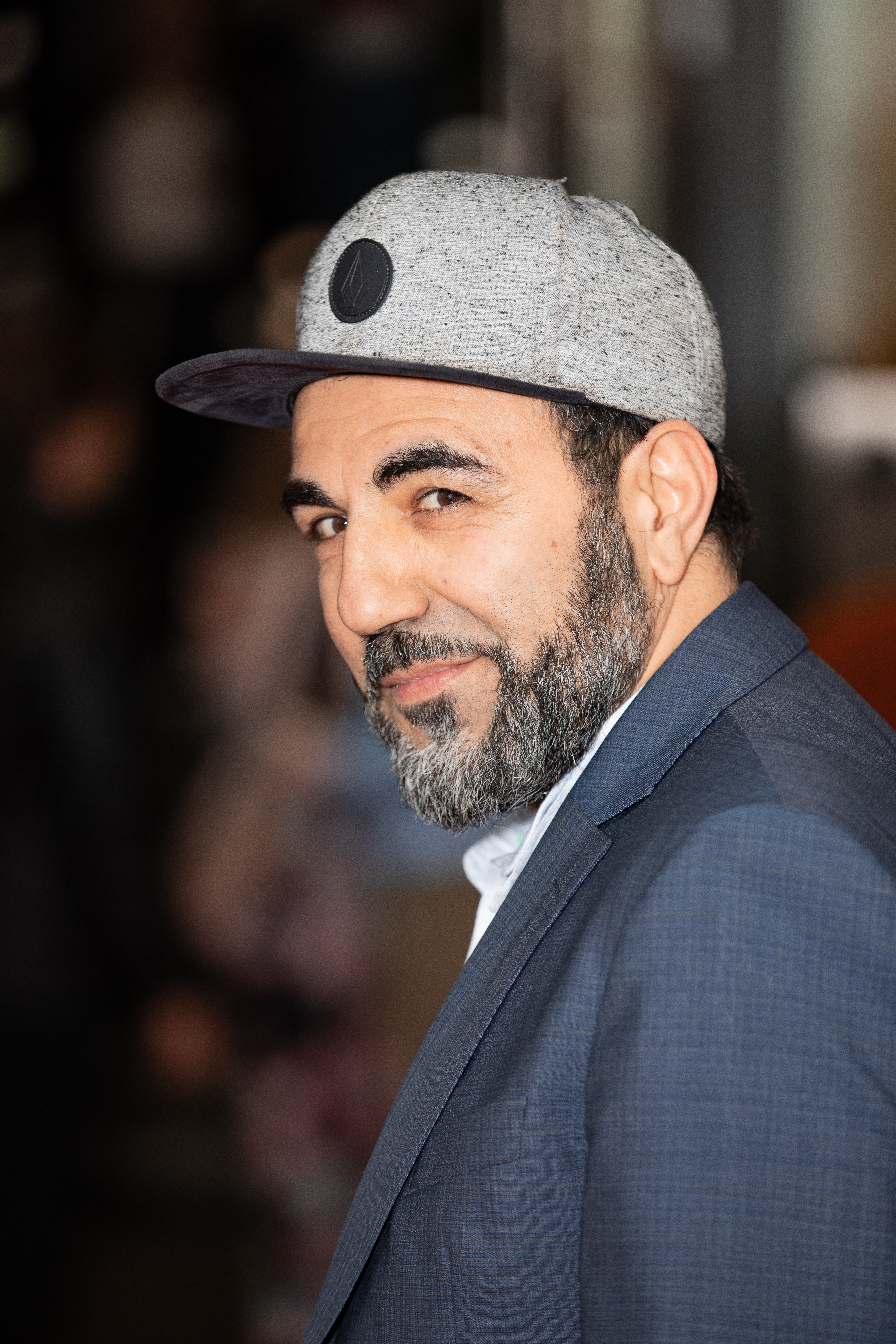
Adnan Maral (* 1968)

- Maral, Franziska (* 1978), schweiz-deutsche Schauspielerin, Produzentin und Drehbuchautorin
- Maraldi, Giacomo Filippo (1665–1729), französisch-italienischer Astronom und Mathematiker
- Maraldi, Giovanni Domenico (1709–1788), französisch-italienischer Astronom und Mathematiker
- Maralit, Marcelino Antonio Malabanan (* 1969), philippinischer Geistlicher, römisch-katholischer Bischof von San Pablo

### Maram
- Marambio Catán, Juan Carlos (1895–1973), argentinischer Tangosänger, -dichter und -komponist und Schauspieler
- Maramigi, Romeo (* 1968), deutscher DJ, Produzent und Gastronom
- Maramis, Alexander Andries (1897–1977), indonesischer Politiker
- Maramonte, Stefano, Condottiere
- Maramotti, Achille (1927–2005), italienischer Unternehmer der Modebranche und Jurist

### Maran
- Maran, Gustav (1854–1917), österreichischer Schauspieler
- Maran, Iko (1915–1999), estnischer Dramatiker und Jugendbuchautor
- Maran, Joseph (* 1957), deutscher Prähistoriker
- Maran, Josie (* 1978), US-amerikanisches FotomodellJosie Maran (* 1978)

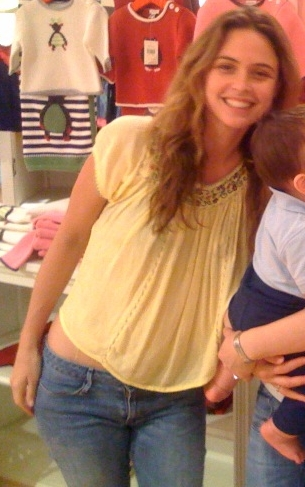
Josie Maran (* 1978)

- Maran, Mukundan (* 1996), singapurischer Fußballspieler
- Maran, Murasoli (1934–2003), indischer Politiker
- Maran, René (1887–1960), französischer Schriftsteller
- Marán, Rodolfo (* 1897), uruguayischer Fußballspieler
- Maran, Rolando (* 1963), italienischer Fußballspieler und -trainer
- Maran, Timo (* 1975), estnischer Dichter und Semiotiker
- Marand, Patricia (1934–2008), US-amerikanische Schauspielerin
- Marand, Sanaz (* 1988), US-amerikanische Tennisspielerin
- Maranda, Manuel (* 1997), österreichischer Fußballspieler
- Maranda, Véronique (* 1986), kanadische Fußballspielerin
- Marandel, Lola (* 2002), französische Tennisspielerin
- Marandel, Martine (* 1946), französische Frauenrechtlerin, Präsidentin des Internationalen Frauenrats
- Marandet, André (1898–1976), französischer Autorennfahrer
- Marandi, Arash (* 1984), deutscher Schauspieler und Sprecher mit iranischen Wurzeln
- Marandi, Evi (* 1941), griechisch-italienischer Schauspieler
- Marandi, Julius (* 1954), indischer Geistlicher, Bischof von Dumka
- Marandi, Mohammad (* 1966), iranisch-amerikanischer Amerikanist und HochschullehrerMohammad Marandi (* 1966)

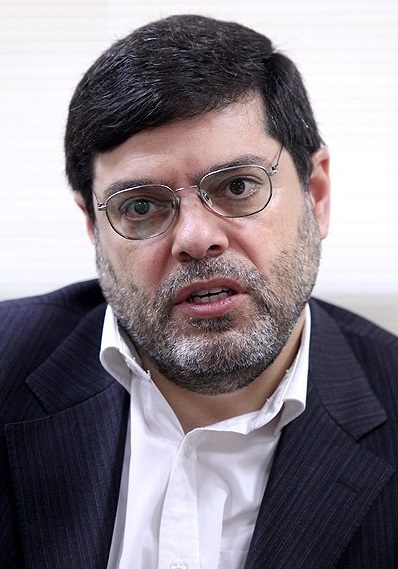
Mohammad Marandi (* 1966)

- Marandjuk, Michail (* 1949), ukrainischer Schachkomponist
- Mărănducă, Daniela (* 1976), rumänische Kunstturnerin
- Maranga, Jackline (* 1977), kenianische Mittel- und Langstreckenläuferin
- Marange, Florian (* 1986), französischer Fußballspieler
- Marangon, Edu (* 1963), brasilianischer Fußballspieler
- Marangon, Lisa (* 1980), australische Triathletin
- Marangon, Luciano (* 1956), italienischer Fußballspieler
- Marangoni, Alan (* 1984), italienischer Radrennfahrer
- Marangoni, Carla (1915–2018), italienische Sportlerin
- Marangoni, Carlo (1840–1925), italienischer Physiker
- Marangoni, Matteo (1876–1958), italienischer Hochschullehrer und Kunsthistoriker
- Marangoni, Renato (* 1958), italienischer Geistlicher, römisch-katholischer Bischof von Belluno-Feltre
- Marangosoff, Janna (* 1969), deutsche Schauspielerin
- Marangou, Lila (* 1938), griechische klassische Archäologin
- Maranhão (* 1984), brasilianischer Fußballspieler
- Maranhão (* 1992), brasilianischer Fußballspieler
- Maranhão, Alberto (1872–1944), brasilianischer Politiker
- Maranhão, Augusto Severo de Albuquerque (1864–1902), brasilianischer Politiker, Journalist, Erfinder, Luftschiffer und Flugpionier
- Maranhão, Júnior (* 1986), brasilianischer Fußballspieler
- Maranhão, Rodrigo (* 1992), brasilianischer Fußballspieler
- Maranhão, Waldir (* 1955), brasilianischer Politiker
- Marani, Diego (* 1959), italienischer Übersetzer und Revisor beim Ministerrat der Europäischen Union in Brüssel und Kolumnist in verschiedenen Zeitungen
- Marani, Manuel (* 1984), san-marinesischer Fußballspieler
- Marano, Ezio (1927–1991), italienischer Schauspieler
- Marano, Kristie (* 1979), US-amerikanische Ringerin
- Marano, Laura (* 1995), US-amerikanische Schauspielerin und Sängerin
- Marano, Vanessa (* 1992), US-amerikanische SchauspielerinVanessa Marano (* 1992)

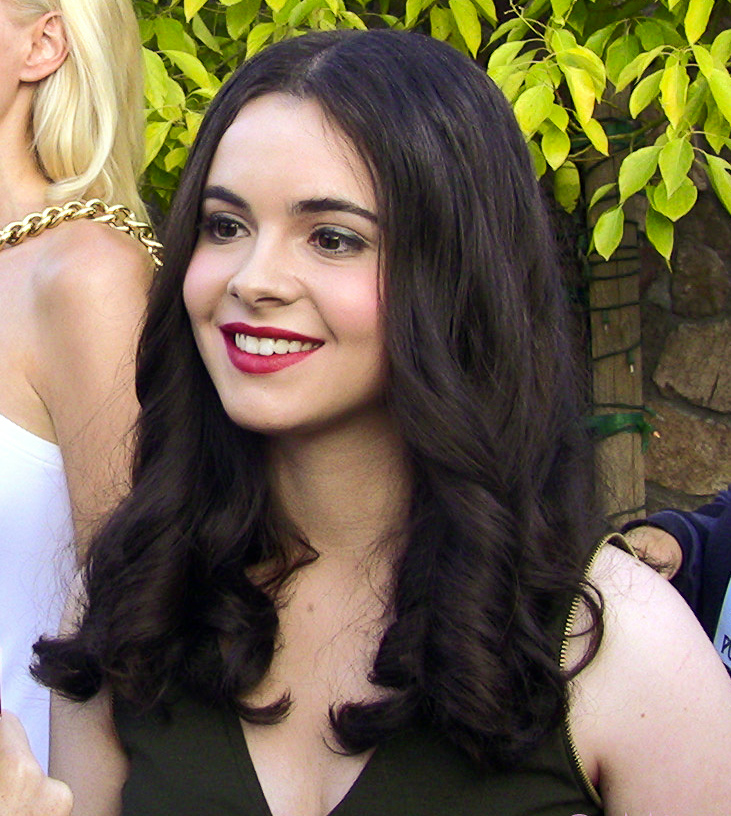
Vanessa Marano (* 1992)

- Marañón Pérez, Alejandro (* 1977), spanischer Fußballspieler
- Marañón, Bienvenido (* 1986), spanischer Fußballspieler
- Marañón, Gregorio (1887–1960), spanischer Mediziner, Schriftsteller, Philosoph, Historiker und Professor für Endokrinologie
- Marañón, Montserrat (* 1974), mexikanische Schauspielerin
- Maranow, Maja (1961–2016), deutsche Schauspielerin
- Maransin, Jean-Pierre (1770–1828), französischer General
- Maranski, Anton (1832–1897), deutsch-polnischer Pfarrer und Politiker, MdR
- Marant, Isabel (* 1967), französische Modeschöpferin
- Maranta, Bartolomeo (1500–1571), italienischer Arzt und Botaniker
- Maranta, Edgar Aristide (1897–1975), Schweizer Kapuziner, Missionar und Erzbischof von Daressalam
- Maranta, Renato (1920–1954), Schweizer Komponist und Schriftsteller
- Maranz, Berta Solomonowna (1907–1998), sowjetische und russische Pianistin
- Maranzana, Marino (* 1950), italienischer Regisseur und Drehbuchautor
- Maranzana, Mario (1930–2012), italienischer Schauspieler
- Maranzano, José Ramón (* 1940), argentinischer Komponist
- Maranzano, Salvatore (1886–1931), italienischer Mafiaboss in den USA

### Marao
- Maraoui-Quétier, Rakiya (* 1967), französische Langstreckenläuferin marokkanischer Herkunft

### Marap
- Marape, James (* 1971), papua-neuguineischer Politiker; PremierministerJames Marape (* 1971)

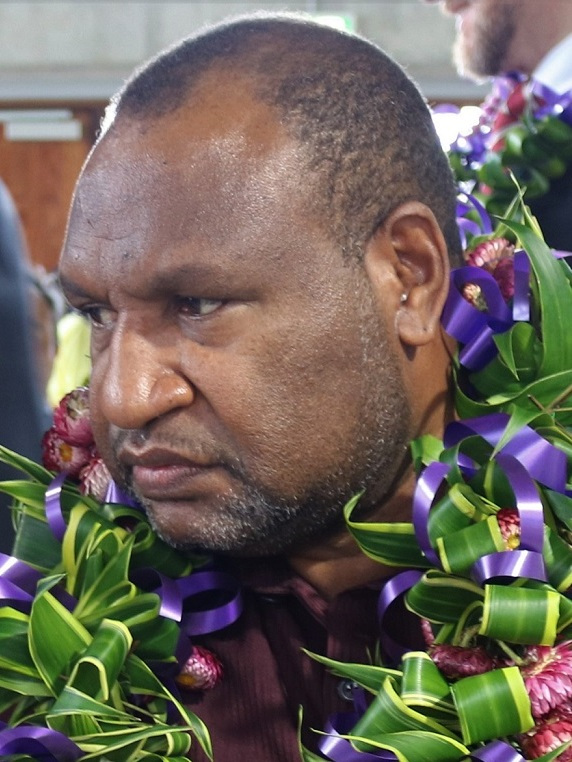
James Marape (* 1971)

### Maras
- Maraš, Ivica (* 1975), kroatischer Handballspieler und -funktionär
- Maras, Johann (1892–1944), österreichischer Schaffner und Widerstandskämpfer gegen den Nationalsozialismus
- Maraš, Mateo (* 2000), kroatischer Handballspieler
- Maras, Robert (* 1978), deutscher Basketballspieler
- Marasa, Claudio (* 1978), italienischer Fußballspieler
- Marascalco, John (1931–2020), amerikanischer Songwriter
- Marasch, Arkadi (* 1958), russischer Violinist und Dirigent
- Marascia, María (* 1991), kolumbianische Mittelstreckenläuferin
- Marasco, Wanda (* 1953), italienische Schriftstellerin
- Mărăscu, Nicolae (1898–1938), rumänischer Rugbyspieler
- Marasek, Mariusz (* 1959), polnischer Politiker, Mitglied des Sejm
- Marasek, Stephan (* 1970), österreichischer Fußballspieler
- Mărășescu, Natalia (* 1952), rumänische Mittel- und Langstreckenläuferin
- Marashi, Mehrzad (* 1980), deutscher Soul- und R&B-SängerMehrzad Marashi (* 1980)

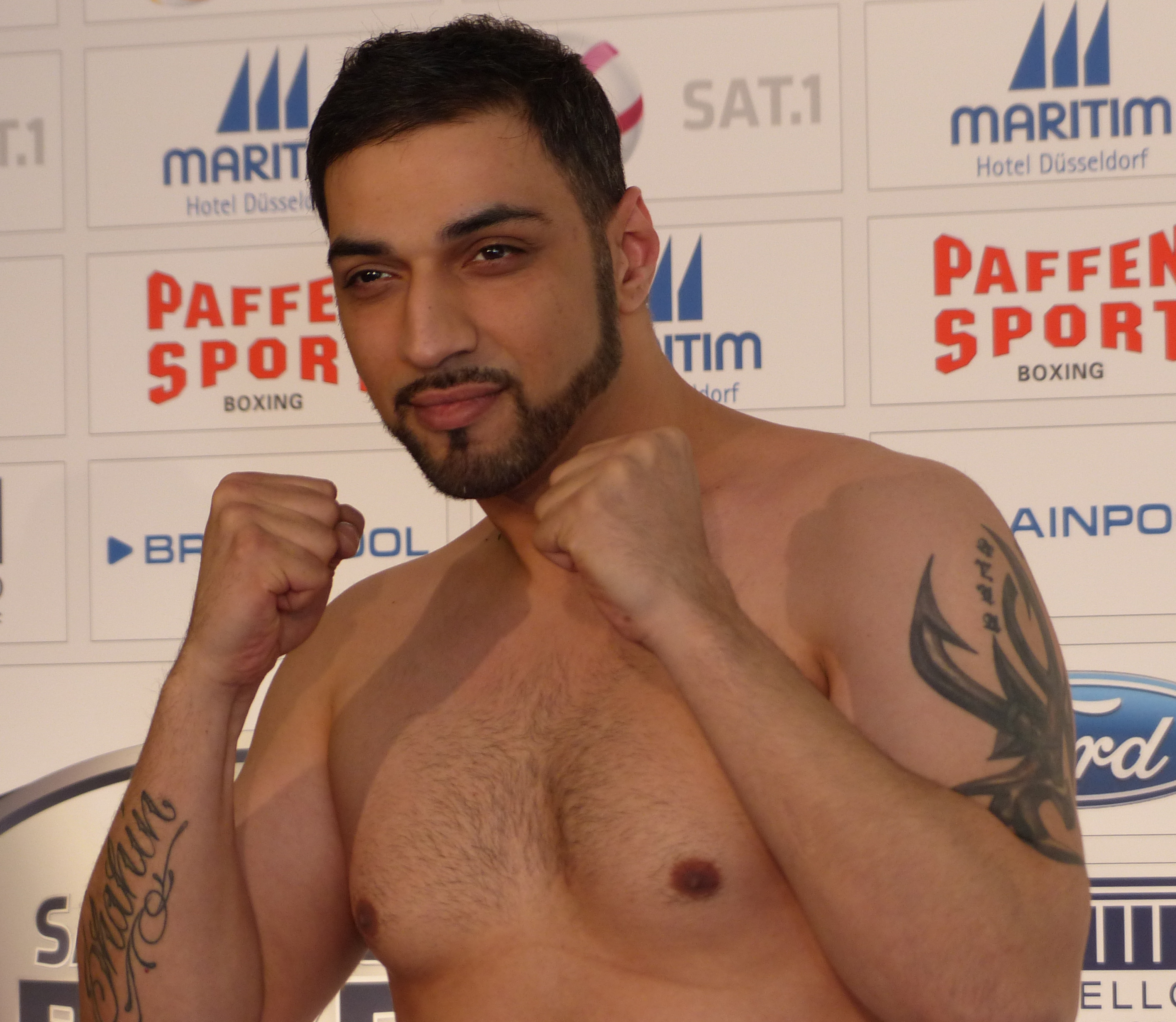
Mehrzad Marashi (* 1980)

- Mar'ashi, Sayyed Zahiruddin (1413–1488), iranischer Gelehrter und Historiker
- Marasli, Grigori Grigorjewitsch (1831–1907), russischer Bürgermeister Odessas und Mäzen
- Mařasová, Alexandra (* 1965), tschechoslowakische Skirennläuferin
- Marastoni, Josef (1834–1895), österreichischer Maler, Radierer und Lithograph

### Marat
- Marat, Allan, papua-neuguineischer Politiker
- Marat, Jean Paul (1743–1793), französischer Arzt, Naturwissenschaftler, Autor, Verleger und JournalistJean Paul Marat (1743–1793)

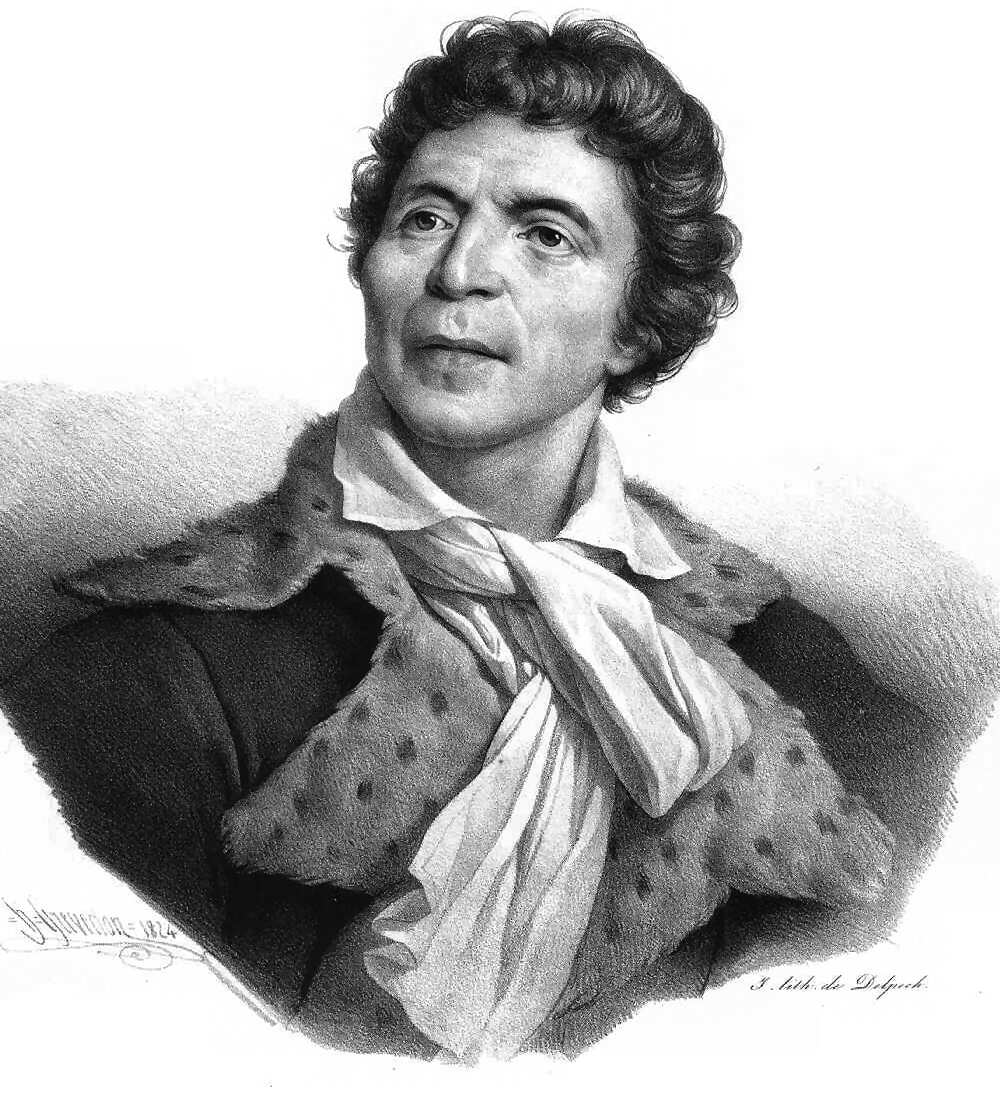
Jean Paul Marat (1743–1793)

- Maratab, Maria (* 1991), pakistanische Leichtathletin
- Marathaios, spätantiker Steinmetz
- Marathon-Maler, attisch-schwarzfiguriger Vasenmaler
- Mařatka, Josef (1874–1937), tschechischer Bildhauer
- Maratschowa, Irina Wladimirowna (* 1984), russische Mittelstreckenläuferin
- Maratta, Carlo (1625–1713), italienischer Maler der römischen Schule

### Marau
- Marauhn, Thilo (* 1963), deutscher Völkerrechtler und Hochschullehrer
- Maraun, Erna (1900–1959), deutsche Sozialpädagogin und Sozialpolitikerin (SPD)
- Maraun, Georg (1926–2023), hessischer Landrat (SPD)
- Maraun, Ronald (1928–2017), deutscher Radrennfahrer

### Marav
- Maraval, Bernard (* 1971), französischer Fußballspieler
- Maraval, Julia (* 1981), französische Schauspielerin
- Maraval, Louise (* 2001), französische Leichtathletin
- Maravelakis, Ioannis (* 1988), griechischer Bahn- und Straßenradrennfahrer
- Maravić, Alexander von (* 1949), deutscher Theaterleiter und -intendant
- Maravich, Pete (1947–1988), amerikanischer BasketballspielerPete Maravich (1947–1988)

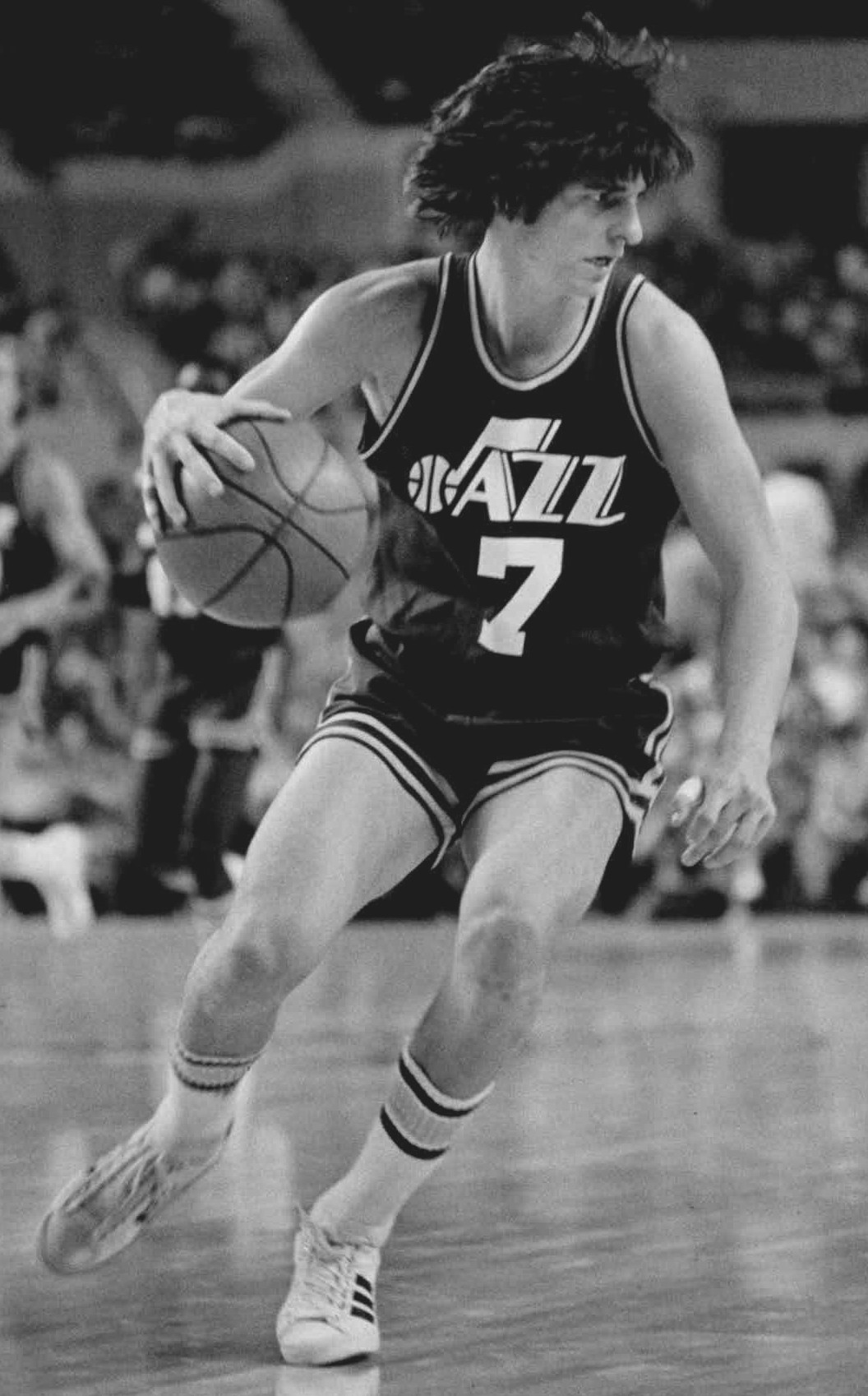
Pete Maravich (1947–1988)

- Maravilha, Elke (1945–2016), deutsch-brasilianisches Model, Schauspielerin, TV-Moderatorin

### Maray
- Marayati, Abbas al- (* 1987), finnischer Poolbillardspieler
- Marayati, Boutros (* 1948), syrischer Geistlicher, armenisch-katholischer Erzbischof von Aleppo

### Maraz
- Maraž, Anja (* 2006), slowenische Dreispringerin
- Maraziti, Joseph J. (1912–1991), US-amerikanischer Politiker
- Marazow, Iwan (* 1942), bulgarischer Politiker, Kunsthistoriker und Kulturwissenschaftler
- Marazzi, Americo (1879–1963), Schweizer Architekt und Politiker (FDP)
- Marazzi, David (* 1984), Schweizer Fußballspieler
- Marazzi, Elda (1909–1982), Schweizer Frauenrechtlerin aus dem Kanton Tessin
- Marazzi, Flavio (* 1978), Schweizer Segler
- Marazzi, Giuseppe (1875–1933), italienischer römisch-katholischer Geistlicher und Weihbischof in Albano
- Marazzi, Lorenz (1887–1953), italienisch-schweizerischer Bauunternehmer
- Marazzi, Nicolas (* 1981), Schweizer Fußballspieler
- Marazzoli, Marco († 1662), italienischer Komponist